# Juge Grandville
Le juge Grandville, comte Roger de Grandville, né en 1779, est un personnage de La Comédie humaine d'Honoré de Balzac. Petit-fils du président du parlement de Normandie, il est avocat dès 1803 et nommé avocat général près la cour impériale de la Seine en 1805. Il épouse Angélique Bontemps en 1805 et s'installe modestement à Paris dans le quartier du Marais. Cette même année, maître Bordin lui demande d'assurer la défense de Michu dans Une ténébreuse affaire. Il sera nommé substitut du procureur après le procès. Mais dès le début, il soupçonne une vengeance. Bien qu'il n'arrive pas à sauver la tête de Michu, sa plaidoirie lui vaut une réputation solide.
- En 1811, sa vie aux côtés de sa femme devient difficile. Les deux époux vivent séparés dans le même bâtiment ; monsieur de Grandville met ses fils en pension pour les soustraire à la pesante ambiance familiale.
- En 1816, il rencontre Caroline Crochard avec laquelle il fonde un second foyer dans Une double famille, et dont il a deux enfants naturels.
- Vers 1819, en promenade avec sa femme, il rencontre son ami le marquis d'Albon en compagnie du colonel Philippe de Sucy qui vient d'avoir un malaise dans Adieu. Il est l'ami d'Octave de Bauvan et de monsieur de Sérisy ; il est aussi l'allié d'Henri de Marsay et des Grandlieu contre le « parti prêtre » dans Le Contrat de mariage, vers 1824.
- En 1828, dans Splendeurs et misères des courtisanes, il est procureur général. On apprend, après L'Interdiction, que le marquis d'Espard a gagné son procès et que les attendus du magistrat sont très défavorables à la marquise d'Espard.
- En 1829, il est procureur de la cour royale de Paris et il s'efforce de protéger Lucien de Rubempré dont il plaide la cause discrètement auprès du juge Camusot, mais ce dernier n'entend rien aux subtilités.
- En 1830, monsieur de Grandville est convaincu de l'innocence de Lucien dans l'affaire du vol de la fortune d'Esther Gobseck et de la mort de la jeune femme. Il fait l'impossible pour sauver Lucien, assiste monsieur de Sérisy auprès de madame de Sérisy devenue folle de chagrin. Mais son action généreuse reste sans effet. Avec Jacques Collin, il fait preuve de courage et prend des risques. Il autorise Vautrin à se rendre sur la tombe de Lucien au cimetière du Père-Lachaise, puis il désigne l'ancien forçat pour remplacer Bibi-Lupin.

Monsieur de Grandville est un des noms les plus célèbres de la magistrature, il reste en place après les journées de Juillet. Fin 1830 il est pair de France et président de la cour de cassation. Mais il est poursuivi par la haine de madame Camusot de Marville.
Et il a laissé Caroline Crochard mourir dans la misère, soignée bénévolement par Horace Bianchon.
Monsieur de Grandville apparaît aussi dans :
- Une fille d'Ève
- La Muse du département
- Une double famille
- César Birotteau
- Le Cousin Pons

Pour les références, voir :